# Latarnia morska St Anthony
Latarnia morska St Anthony – latarnia morska w Wielkiej Brytanii położona na przylądku St Anthony Head na wschodniej stronie wejścia do zatoki Carrick Roads, w pobliżu Falmouth, Kornwalia. 
Latarnia została zbudowana przez Trinity House i oddana do użytku w 1835 roku.
Wieża latarni ma przekrój ośmiokątny i wznosi się na 19 metrów nad poziom wyspy, a lampa usytuowana jest 22 metry nad poziomem morza. Zwieńczona jest laterną oraz galerią i połączona z dwukondygnacyjnym budynkiem latarnika.
W 1954 roku została zelektryfikowana. Wówczas też oryginalny dzwon mgłowy, który był zawieszony na galerii został zastąpiony przez elektryczny nautofon umieszczony na wysokości 10,7m.  W 1987 roku latarnia została zautomatyzowana i jest obecnie sterowana z Trinity House Operations & Planning Centre w Harwich. Emitowany sygnał świetlny: białe i czerwone światło o okresie 15 sekund.